# Национально-освободительное движение (Россия)
Национа́льно-освободи́тельное движе́ние (аббр. НОД) — российское ультраправое политическое объединение. Первые упоминания о данной структуре относятся к ноябрю 2012 года. Позиционируется своими активистами как объединение без статуса юридического лица.
В качестве своей цели НОД ставит восстановление суверенитета России. Движение выступает за национальный курс и территориальную целостность государства в границах 1945 года. На официальном сайте движения распространяется конспирологическая теория о «колониальной зависимости РФ от США», «подконтрольности российской власти по отношению к США» и «крышевании коррупции со стороны Запада». Избавление РФ от этих явлений заявлено в качестве основной цели движения.
С марта 2019 года представители движения собирают подписи за проведение референдума по изменению действующей Конституции России. Инициатива включает отмену приоритета общепризнанных принципов и норм международного права над законами РФ, отмену запрета государственной идеологии, расследование событий распада СССР. 1 ноября 2019 года НОД передал первые 150 тысяч подписей.
НОД поддержал проведение Общероссийского голосования по вопросу одобрения изменений в Конституцию Российской Федерации, при этом основатель НОД Евгений Фёдоров отмечает, что на голосование не выносились главные изменения, требуемые НОД.

## История

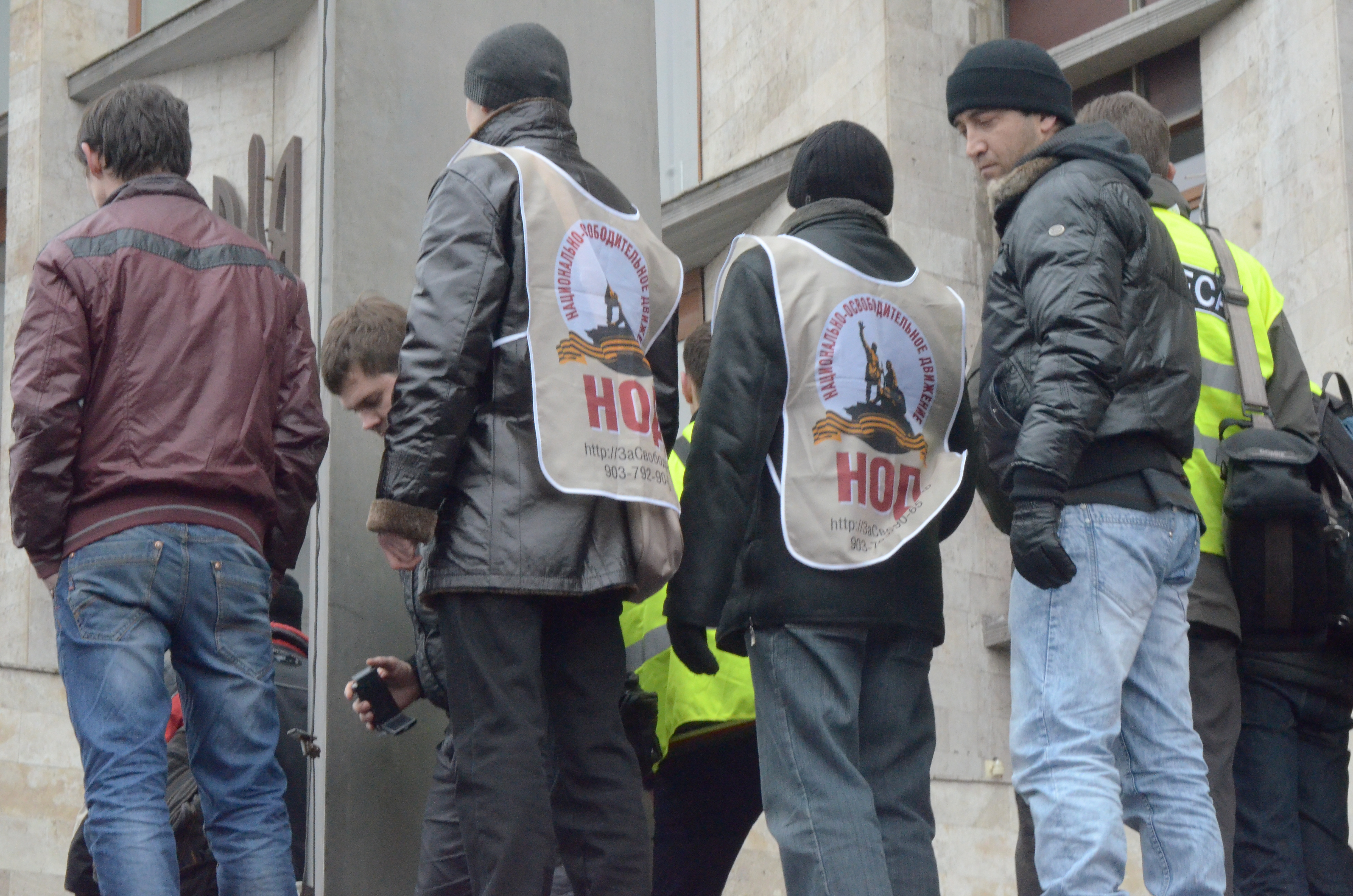
Активисты НОД во время пророссийских протестов в Донецке, 1 марта 2014 года.

Первые упоминания о движении относятся к ноябрю 2012 года. Движение было основано в 2012 году вскоре после «болотного дела» депутатом от «Единой России» Евгением Фёдоровым, до этого прославившимся дебатами с Алексеем Навальным. На том мероприятии он обвинял оппонента в «работе на Госдеп» и спланированной информационной атаке. Крайне неудачный для Фёдорова эфир (99 % проголосовали за Навального), по данным журнала «Коммерсантъ-Власть», вызвал серьёзную реакцию внутри партии и администрации президента, после чего Фёдоров заявлял об удалении своей кандидатуры на грядущих выборах из трёх списков партии — калининградского (по которому он избирался в прошлый раз), свердловского и курганского. В итоге он попал в ростовский список, где занял восьмое место и был избран в новый созыв.
Как движение, НОД не регистрируется и не имеет никаких юридических отношений с государством. Движением в 2013 году зарегистрирована партия «Национальный курс», учредителем является помощник Евгения Фёдорова и активист Евразийского союза молодёжи Андрей Коваленко. Партия рассматривается руководством НОД как инфраструктура к будущему референдуму.
12 марта 2014 года зарегистрирована информационно-аналитическая газета «НОД: За суверенитет». 27 марта того же года зарегистрирована газета «Национальный курс» (одноимённой партии).
В 2015 году НОД присоединился к движению «Антимайдан». К этому моменту движение имело региональную сеть во всей России, также имелись сторонники в Белоруссии, Казахстане, Молдавии, Украине, Азербайджане, Болгарии, Канаде, Финляндии, Эстонии, Чехии и Германии.
В 2016 году участники движения участвовали в выборах в Госдуму России.
В 2020 году движение НОД проводило активную агитацию за проведение Общероссийского голосования по поправкам в Конституцию.

## Организация

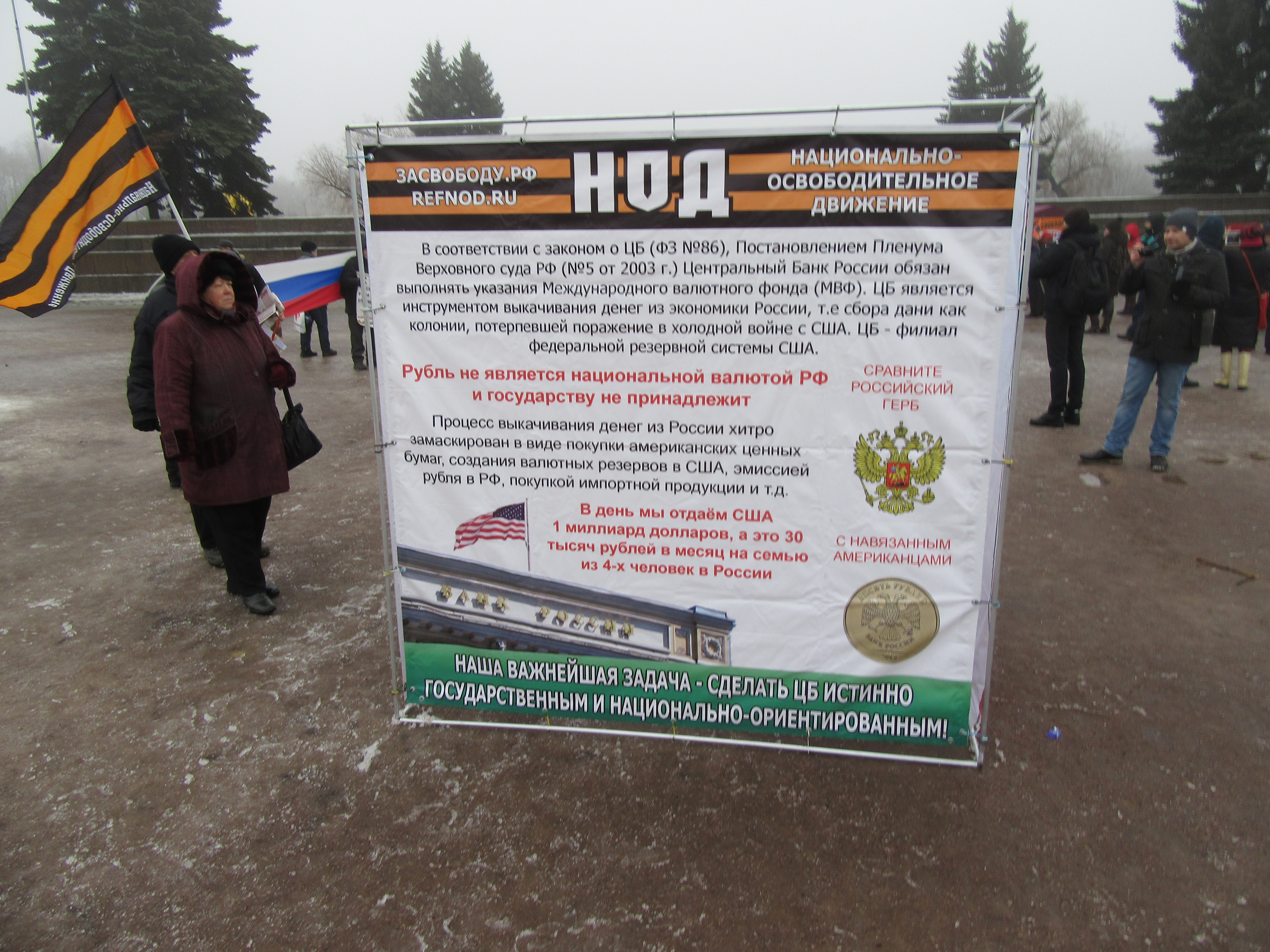
НОД выступает против политики Центробанка и его кредитной ставки на митинге 28 января 2017 года, Санкт-Петербург, Россия.

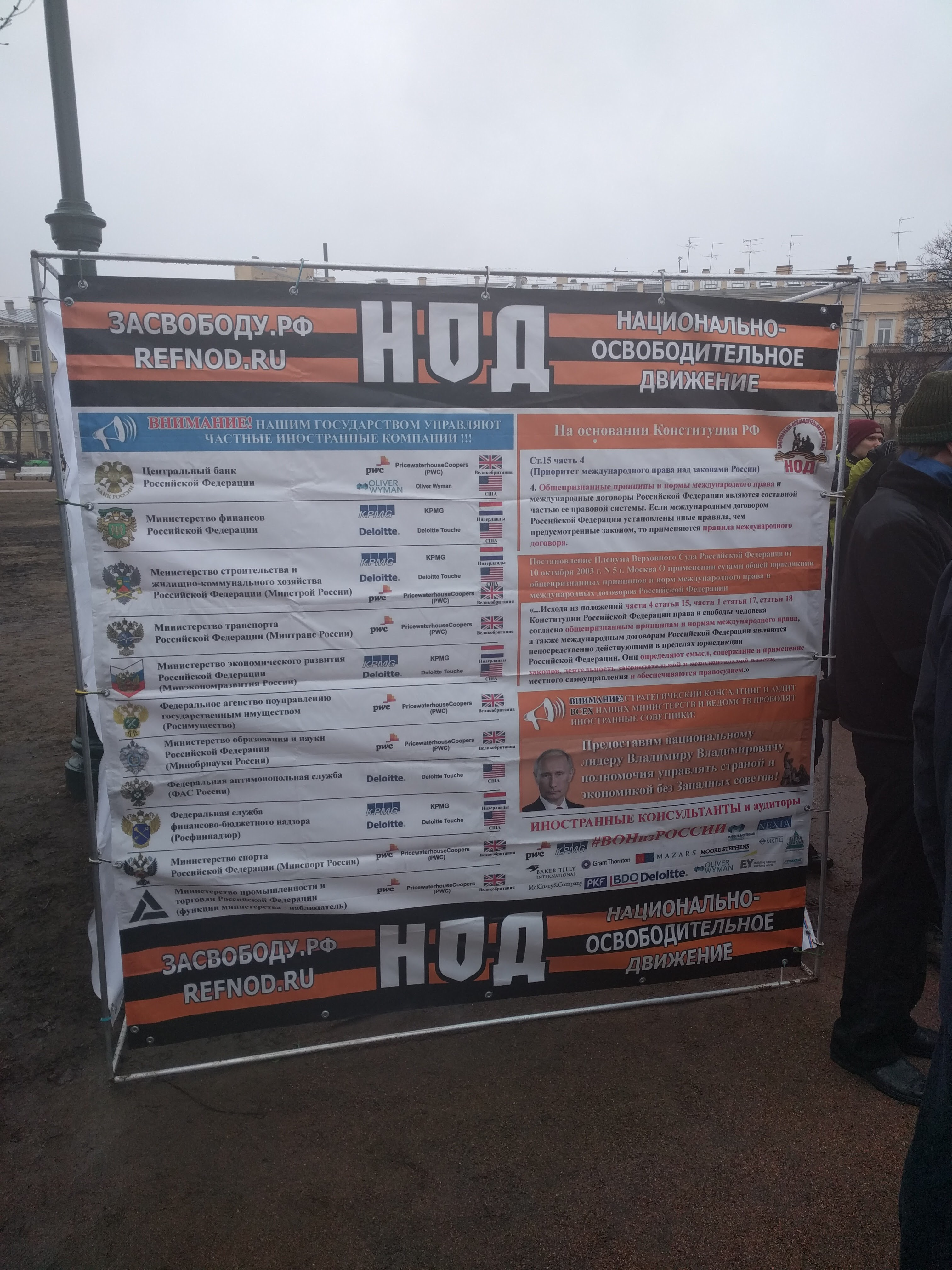
НОД о том, какие американские компании управляют РФ, на митинге 26 марта 2017, Санкт-Петербург, Россия.

### Идеология
Основной задачей движения провозглашается освобождение Российской Федерации от «неоколониальной зависимости от США» путём «восстановления суверенитета через референдум об изменении Конституции». При этом движение выступает защитником президентской власти и не высказывает симпатии остальной политической элите России. Идеология движения базируется на теории заговора Евгения Фёдорова, излагаемой им после 2011 года, согласно которой после распада СССР в 1991 году реальная власть в Российской Федерации находится в руках у США, при этом такая форма управления довела «оккупированную» страну до статуса «колонии». Также, согласно идеологии данной структуры, государство выплачивает «ежедневную дань» в виде эмиссии рубля через Центральный банк и не инвестирует средств в поддержку национальной экономики, не создавая крупного бизнеса в отечественной юрисдикции. Вместе с тем представители НОД утверждают, что США контролируют федеральные телеканалы, законотворческую деятельность и государственный аппарат через прямых агентов (в лице министров и чиновников), а также через НКО, получающие зарубежные гранты, и международные консалтинговые компании, имеющие доступ к документам ключевых российских компаний.
По утверждению Евгения Фёдорова, президент страны Владимир Путин, являющийся реформатором политической системы и лидером национально-освободительного движения, начал сопротивляться иностранному влиянию (отменив соглашения о разделе продукции, Хасавюртовские соглашения и запретив усыновления российских сирот американцами). Евгений Фёдоров считает, что для окончательной победы президенту требуется народная поддержка, а целью противников действующего главы государства из оппозиции является свержение руководителя страны для прекращения его освободительной деятельности, а также введение прямого управления метрополией.
В рамках поддержки курса президента Евгений Фёдоров предлагал изменить Конституцию, добавив туда понятия государственной идеологии и суверенитета. Среди требований также были национализация Центробанка, снижение ставки рефинансирования до 1 процента и запрет на покупку иностранной валюты резервным фондом.
НОД по большей части выступает в поддержку «Новороссии», относится к ярым противниками Запада в целом и США в частности, активисты движения настроены на борьбу с «пятой колонной» и выступают за традиционалистские ценности. В отличие от многих российских ультраправых организаций, они поддерживают действующий в России политический режим и у них не столь открыто выражен ксенофобный компонент в идеологии. Вместе с тем в НОД есть сторонники националистических взглядов, которые не нашли себе места в рядах несистемных ультраправых.

### Структура
Руководителем центрального штаба НОД является Евгений Фёдоров. Руководитель направления по работе с молодежью — Мария Катасонова (дочь экономиста В. Ю. Катасонова).
Представители НОД утверждают, что данные о заявляющих о себе посредством регистрации на сайте движения активистах сохраняются и подсчитываются, и таким образом происходит оценка количества членов НОД (данный способ оценки чаще всего используется при озвучивании количества активистов движения). При данном подходе численность движения может быть выражена следующим образом:
- в июне 2014 года данный счётчик показывал около 140 тыс. человек[36]
- в марте 2015 года — около 250 тыс. человек[37].
- 4 августа 2016 года на сайте указан 164 501 участник[14]

Одновременно с этим активисты НОД называют своими сторонниками других людей, которые, по их мнению, работают на достижение цели суверенитета. Также в ряды НОД зачисляются люди, которые по каким-либо причинам не афишируют свои взгляды. Как следствие, оценка сверху может озвучиваться в несколько раз больше опубликованной на сайте. С другой стороны, в НОД имеются удостоверения организации, которыми работающие на местах координаторы НОД не всегда обладают.
В июле 2016 года на основании сообщений социальной сети Вконтакте некоторыми журналистами были сделаны выводы о том, что в одном из отделений Свердловской области произошёл раскол. Журналисты написали, что отделение раскололось на группу А. Шаврикова (действующего координатора отделения) и группу Е. Волкова. Согласно сообщению журналистов, поводом конфликта стало принятие некого Манифеста, когда первая группа обвинила оппонентов в подготовке «патриотического майдана», а те в свою очередь назвали своих противников «пятой колонной». Вместо А. Шаврикова и без его согласия координатором отделения был избран М. Потапов. В конечном итоге отделение разделилось на два независимых, в главе которых стояли разные координаторы. А по состоянию на 3 августа 2016 года на официальном сайте НОД значились четыре координатора в Екатеринбурге, в числе которых М. Потапов и А. Шавриков (у каждого из них был указан свой адрес штаба).

### Финансирование
НОД утверждает, что все её активисты участвуют в его деятельности на безвозмездной основе.
В 2013 году организация получала средства из некоего «Фонда Минина». По утверждениям активистов, собранные через фонд деньги пошли на изготовление флагов, агитационных материалов, проведение митингов и т. п. Также сообщалось, что НОД с помощью фонда издал и в дальнейшем распространял книгу Фёдорова «Почему мы так живём, или геополитика в вопросах и ответах». «Фонд Минина» продолжил свою работу в 2014 году, по словам представителя движения Дениса Ганича, в середине 2014 года фонд получал около 200 тыс. рублей за месяц. Журналисты вместе Transparency International выяснили, что движение получает финансирование через развитую сеть непубличных некоммерческих организаций, которые в свою очередь являются получателями президентских грантов. Движение не публикует финансовой отчетности, по которой можно проследить цели и эффективность расходования средств. По мнению журналистов, руководители движения имеют доступ к многомиллионным грантам и скрывают реальные объемы полученных и расходуемых средств. В то же время рядовые члены вынуждены тратить собственные средства на деятельность движения и не получают никакой финансовой поддержки от верхушки организации. Похожее описание финансовой ситуации в НОД дал бывший соратник Е. Фёдорова Сергей Силюков.

### Связи с другими политическими объединениями
Движение сотрудничало с Партией мира и единства и партией «Великое Отечество».

### Деятельность
Деятельность НОД выражается в распространении своей идеологии и изменении общественного сознания посредством участия в пикетах и митингах, распространения агитационных материалов, персональной работы с представителями власти и др. Также в деятельность движения входит противодействие «цветным интервенциям» (т. н. «уличная компонента») и «разведка» и преследование противников суверенитета. В 2016 году активисты движения активно участвуют в политической жизни страны и в частности, ряд участников НОД баллотировался на выборах в Госдуму РФ. Активисты НОД принимали участие в захвате Крыма Россией и войне на востоке Украины. В августе 2014 года вместе с фотокорреспондентом «РИА Новости» Андреем Стениным погибли два активиста движения: Сергей Кореченков (работал в симферопольском отделении) и Андрей Вячало, снимавшие видео для созданного в поддержку ополченцев портала «Информационное сопротивление».
НОД проводил совместные мероприятия с деятелями российского неоязычества и фолк-хистори. Так, в апреле 2016 года в центральном штабе организации выступал переводчик и популяризатор «Велесовой книги» А. И. Асов. Кроме того, в декабре 2015 года в центральном штабе НОД состоялся круглый стол «Русский характер», где среди прочих выступили автор неакадемических исследований по лингвистике В. А. Чудинов, чьи видеовыступления размещены на официальном сайте московского отделения НОД, и руководитель издательства «Митраков» Д. И. Пташкин, которое выпускает работы автора ультранационалистического неоязыческого (родноверческого) оккультного учения Н. В. Левашова. Во время проведения НОД в июле 2015 года под Челябинском мероприятия под названием «Уральский Селигер» на нём «выступили два докладчика от „Возрождения. Золотой век“, призывавшие сторонников депутата Евгения Фёдорова обратиться к „подлинной истории человечества“ и идеям Левашова».
На парламентских выборах 2016 года Евгений Фёдоров, как победитель праймериз Единой России по партийным спискам, возглавил список региональной группы партии по Вологодской, Калининградской, Новгородской и Псковской областям. Мария Катасонова была выдвинута партией «Родина» как кандидат по Центральному московскому округу и по списку одной из региональных групп по Москве. Руководитель информационного направления НОД Роман Зыков выдвинут партией «Патриоты России». Избран был только Евгений Фёдоров.

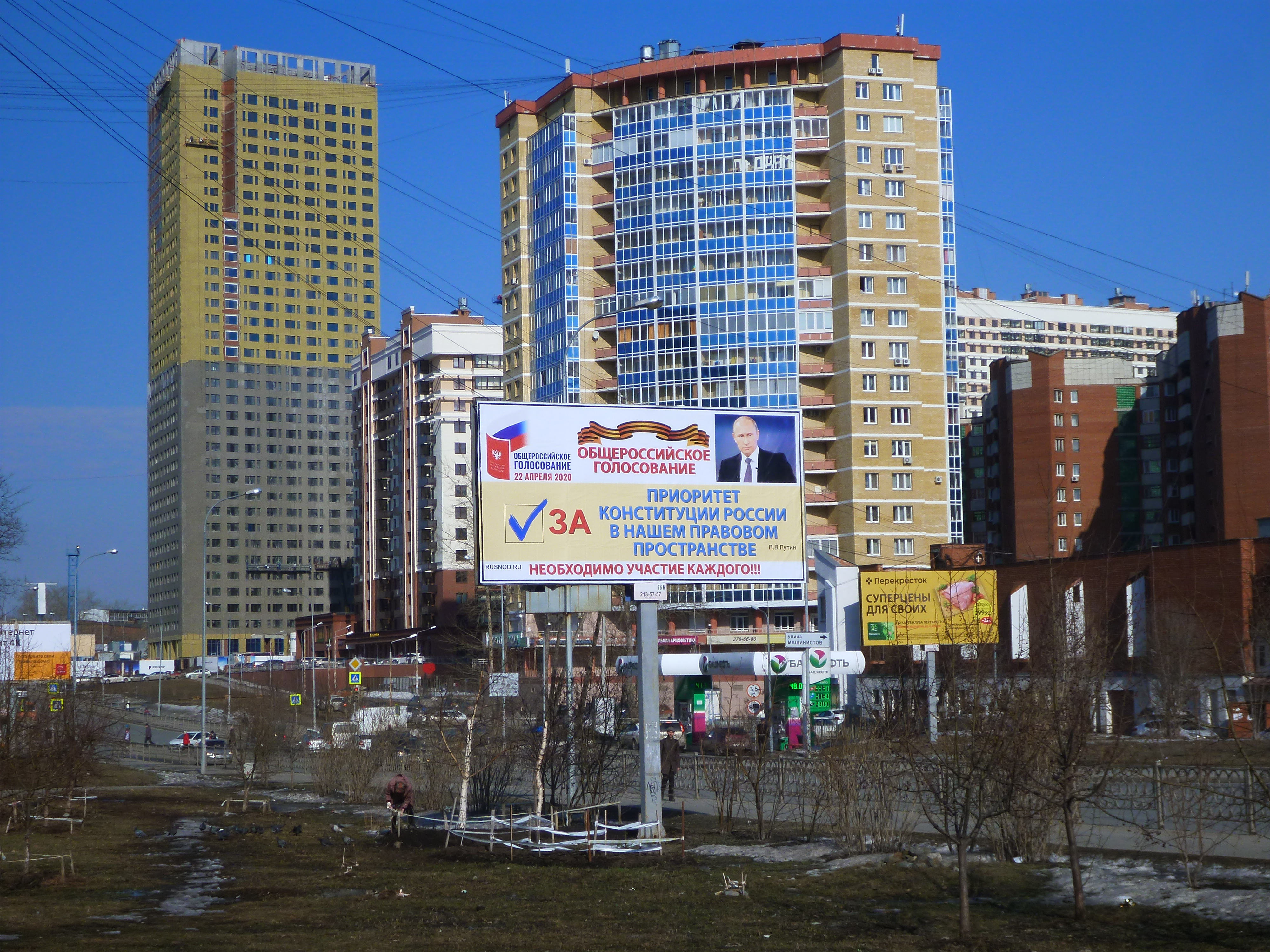
Щит НОД за поправки к Конституции в Екатеринбурге перед назначенным властями референдумом, март 2020 года

С марта 2019 года участники движения готовят коллективное обращение в государственные органы РФ, для которого собирают подписи. Инициатива призывает провести изменение конституции РФ для устранения приоритета общепризнанных принципов и норм международного права над законами РФ и отмену запрета на государственную идеологию. Помимо этого, сторонники призывают провести расследование событий ликвидации органов государственной власти и управления СССР и нарушения его территориальной целостности. В ноябре 2019 была передана первая партия подписных листов. Было передано 150 тыс. подписей. По сообщениям представителей НОД, остальные подписи будут постепенно «доноситься» в органы власти по мере обработки подписных листов. Со слов лидера НОД Евгения Фёдорова, на май 2020 года было сдано порядка 2 миллионов подписей.
В мае 2021 года на сайте официального СМИ НОД «Национальный курс», появился донос от активистов Щенниковой и Туника на спектакль режиссёра Жени Беркович и сценаристки Светланы Петриийчук «Финист Ясный Сокол», обвинявшийся ими в прославлении ислама и ИГИЛа, «вызывании вражды» по религиозному признаку, оскорблении православия, а также выполнении роли «инструмента информационной войны против безопасности России». В мае 2023 года началось уголовное дело против Беркович и Петрийчук об оправдании терроризма.

## Конфликты и скандалы

### Нападения активистов НОД
Участники движения отметились в нападениях и провокациях в адрес оппозиционных деятелей и активистов, среди которых были Михаил Касьянов, Алексей Навальный и участницы группы Pussy Riot. После нападения и разгрома импровизированного мемориала памяти Бориса Немцова в Нижнем Новгороде хранители памятника возложили ответственность за произошедшее на активистов НОД.
По сообщениям СМИ, в апреле 2016 года некие люди облили зелёнкой писательницу Людмилу Улицкую и нашатырным спиртом — одного из участников церемонии международного общества «Мемориал», а также забросали куриными яйцами гостей церемонии. Сотрудники «Мемориала» обвинили в произошедшем активистов НОД, организовавших в то время пикет перед местом проведения церемонии. НОД обвиняли в нападении на съезд Конгресса интеллигенции, когда неизвестный человек разлил жидкость в помещении и сорвал конгресс (в это время НОД пикетировал мероприятие). НОД отрицает свою причастность к атаке на участников конкурса «Мемориала». Евгений Фёдоров согласился с тем, что в пикете принимали участие некоторые члены движения, но при этом он утверждает, что активисты не могли закидать участников конкурса яйцами, поскольку основной принцип НОДа — не нарушать закон. Мария Катасонова сообщила: «если мы говорим о тухлых яйцах и зелёнке, мы к этому отношения не имеем никакого».
11 декабря 2016 года в ходе освещения несанкционированной акции представителей ЛГБТ-сообщества внештатный фотокорреспондент газеты «Коммерсант» Давид Френкель подвергся нападению, во время которого у него была сломана камера. Со слов свидетеля, нападавший был активистом НОД и при этом он ударил несколько раз журналиста ногами. Журналист пожаловался на нападавшего дежурившим рядом сотрудникам полиции, но его заявление полицейскими не было принято. В итоге в отделение забрали самого Френкеля на основании жалобы на него со стороны одной из участниц митинга НОД.

### Нападения на активистов НОД
Фиксировались случаи нападения на самих активистов НОД. Так, осенью 2014 года было два нападения на представителей движения. В Санкт-Петербурге во время пикета в поддержку президента и губернатора неизвестный распылил газовый баллончик в лицо активистов НОД Владислава Николаева и Александра Кравец. В октябре 2014 года в Москве во время пикета у офиса РПР-ПАРНАС неизвестные брызнули в лицо активистам перцовым баллончиком и ударили Марию Катасонову.

### Конфликт Сергея Митрохина и НОД
В мае 2016 года член федерального политического комитета партии «Яблоко» Сергей Митрохин направил обращения председателю СКР Александру Бастрыкину и генеральному прокурору Юрию Чайке с просьбой проверить, не подпадает ли деятельность НОД под ст. 280 и ст. 282-1 УК РФ («публичные призывы к осуществлению экстремистской деятельности и организация экстремистского сообщества»). Как отмечает политик, лозунгами «ЦБ РФ подчиняется США», «Конституция РФ написана американскими советниками» и «На сегодняшний момент стратегическое управление на территории РФ осуществляется Государственным департаментом Соединённых Штатов» Евгений Фёдоров призывает к смене Конституции РФ, что, по мнению Митрохина, есть призыв к свержению конституционного строя России. В июне Генеральная прокуратура поручила прокурорам Москвы, Санкт-Петербурга, Новосибирской и Нижегородской областей изучить деятельность движения.

### Конфликт Дмитрия Киселёва и НОД
В феврале 2017 года активисты провели митинг против постоянного упоминания в СМИ президента США Дональда Трампа. Причиной мероприятия активисты назвали данные информационного агентства «Интерфакс» о том, что Трамп лидировал по упоминаемости в российских СМИ и по этому показателю обогнал Владимира Путина. 15 февраля участники НОД провели акцию протеста у здания «России сегодня», активисты держали в руках плакаты с лозунгами: «Нет культу Трампа в наших СМИ», а также «Киселёв, вы трампоман».
В выпуске «Вестей недели» от 19 февраля Дмитрий Киселёв обозвал представителей НОДа «малахольными», «ряжеными», «бедными людьми», «каликами перехожими», а также «балаганом» и «бродячим цирком». Отреагировав на это, Евгений Федоров и его соратники по НОД написали заявление в прокуратуру с требованием возбудить дело против журналиста Дмитрия Киселёва, при этом назвав его Евгением. По словам заявителей, был нанесён ущерб «самоуважению членов НОД», и по этой причине активисты движения потребовали привлечь Дмитрия Киселёва к ответственности по административной статье «Оскорбление». Помимо этого, Евгений Федоров заявил о намерении подать иск в суд в отношении Дмитрия Киселёва, так как он, по мнению представителей НОД, «за государственные деньги снижает возможности России в переговорной позиции с США и дальнейшей ситуации на выборах президента», а также Евгений Фёдоров заявил, что «по сути [Дмитрий Киселёв] участвует в антипрезидентском заговоре».

### Срыв презентации альманаха Moloko plus
В сентябре 2018 года полицейские Нижнего Новгорода сорвали презентацию альманаха Moloko plus и отправили изъятые издания на экспертизу по экстремизму, в качестве аргумента используя заявление активиста НОД Романа Овсянникова. В нём он с фактологическими ошибками, не ознакомившись с содержимым издания, утверждал, что на грядущей презентации «могут распространяться материалы экстремистского характера». На проведение экспертизы издания обычно уходил один год, за два месяца презентация Moloko plus трижды срывалась в разных городах.